# Franco Stelzer
Franco Stelzer (Trento, 1956) è uno scrittore e traduttore italiano.

## Biografia
Nato a Trento nel 1956, ha studiato filosofia all'Università di Bologna.
Dopo aver soggiornato in Germania e insegnato a Monaco e Friburgo, è tornato in Italia e si è dedicato alla traduzione dal tedesco ed è stato docente di Lettere.
Ha esordito nella narrativa nel 2000 con la raccolta di racconti Ano di volpi argentate alla quale hanno fatto seguito altre 4 opere.
Nel 2024 è stato insignito del Premio Bergamo per il romanzo Stiratore di luce.

## Opere

### Raccolte di racconti
- Ano di volpi argentate, Torino, Einaudi, 2000 ISBN 88-06-15298-X.
- Il nostro primo, solenne, stranissimo Natale senza di lei, Torino, Einaudi, 2003 ISBN 88-06-16215-2.

### Romanzi
- Matematici nel sole, Nuoro, Il maestrale, 2009 ISBN 978-88-89801-80-2.
- Cosa diremo agli angeli, Torino, Einaudi, 2018 ISBN 978-88-06-23779-0.
- Stiratore di luce, Torino, Hopefulmonster, 2023 ISBN 978-88-7757-299-8.

## Premi e riconoscimenti

### Vincitore
Premio Bergamo
- 2024 con Stiratore di luce[5]